# Tescou

Verlauf des Tescou

Der Tescou ist ein ca. 49 km langer rechter Nebenfluss des Tarn in der Region Okzitanien im Südwesten Frankreichs.

## Verlauf
Der Tescou entspringt an der Gemeindegrenze von Gaillac und Castelnau-de-Montmiral, entwässert generell in westlicher Richtung und mündet nach ca. 49 Kilometern im Stadtgebiet von Montauban in den Tarn. Auf seinem Weg durchquert der Tescou die Départements Tarn und Tarn-et-Garonne. Auf einem kurzen Stück bildet er auch die Grenze zum benachbarten Département Haute-Garonne.
Das im Jahr 2014 begonnene Projekt des Staudamm Sivens stagniert (2019).

## Orte am Fluss
- Salvagnac
- Beauvais-sur-Tescou
- Verlhac-Tescou
- Saint-Nauphary
- Montauban

## Ökologie
Der Tescou ist durch Pflanzenschutz- und Düngemittel stark belastet. Fische und Flusskrebse gibt es kaum noch.